# Якубец, Артур
Артур Якубец (пол. Artur Jakubiec; род. 3 декабря 1973, Вадовице) — польский шахматист, гроссмейстер (2002).

## Шахматная карьера
Двукратный победитель польских юниорских чемпионатов по шахматам. В 1988 году он выиграл юниорский чемпионат до 15 лет, в 1991 году — чемпионат до 18 лет. В 1988—1989 годах он занял 4 место на Чемпионате Европы по шахматам среди юниоров до 16 лет в Сальтшёбадене (Швеция), а в 1991 году занял 9 место в Чемпионате мира по шахматам среди юниоров до 18 лет в Гуарапуаве (Бразилия). В 1993 году дебютировал на Чемпионате Польши по шахматам. Своего лучшего результата в этом соревновании — 6 места — он достиг в 2004 году; после этого турнира, в июле 2004 года, он достиг своего максимального рейтинга за карьеру — 2565 очков. Также Артур Якубец многократно успешно выступал в командных польских чемпионатах по шахматам; в 1991, 1994, 1995 и 2000 годах он зарабатывал в них серебряную медаль. В 2003 году он занял второе (после Ханнеса Стефанссона) место в турнире Chess Summer в Орхусе. В 2005 году он занял второе место в Чемпионате Польши по блицу в городе Поляница-Здруй. В 2006—2007 годах он выиграл открытый турнир Cracovia A в Кракове. В 2013 году разделил первое место в International Championship of Malopolska в Кракове. С 2007 года Артур Якубец тренируют польскую национальную мужскую команду по шахматам.

## Личная жизнь
В 2008 году женился на Эдите Якубец (род. 1981), которая является международным мастером по шахматам среди женщин с 2005 года.

## Изменения рейтинга
| Графики недоступны из-за технических проблем. См. информацию на Фабрикаторе и на mediawiki.org. |